# Дииодсилан
Дииодсилан — неорганическое соединение,
иодпроизводное моносилана с формулой SiH2I2,
бесцветная жидкость.

## Получение
- Реакция дифенилсилана и иодистого водорода:

{\displaystyle {\mathsf {(C_{6}H_{5})_{2}SiH_{2}+2HI\ {\xrightarrow {-40^{o}C}}\ SiH_{2}I_{2}+2C_{6}H_{6}}}}

## Физические свойства
Дииодсилан образует бесцветную жидкость,
которая легко окисляется и гидролизуется на воздухе.